# Ritter vom Goldenen Sporn

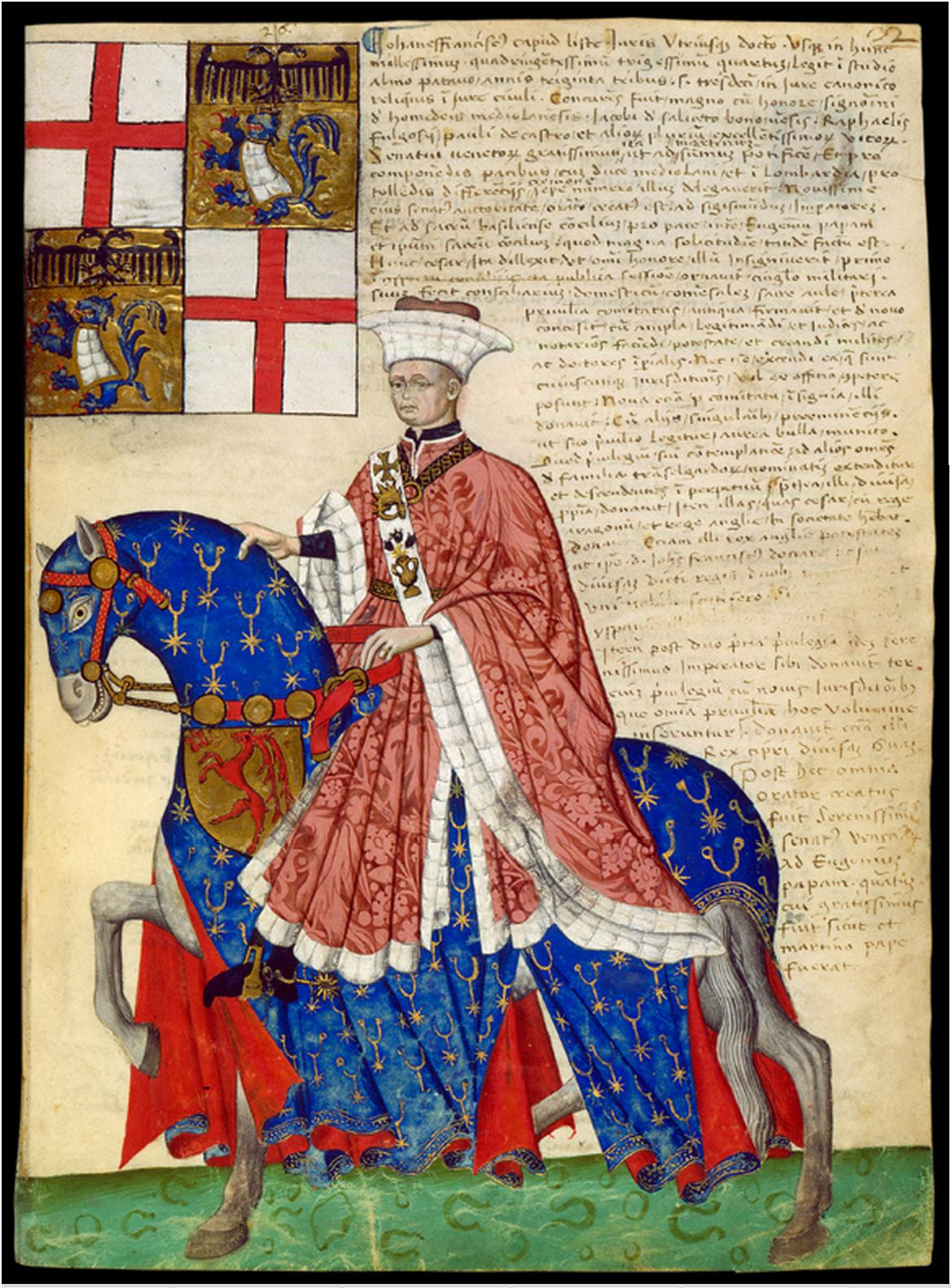
Abbildung von Giovan Francesco Capodilista in einem Manuskript aus dem 15. Jh. Die goldenen Sporen am Schuh und als Semé auf der Pferdedecke zeichnen ihn als Ritter vom Goldenen Sporn aus.

Ritter vom Goldenen Sporn, zeitgenössisch auch Ritter vom güldenen Sporn oder Goldritter, lateinisch eques auratus (Eq. aur.), seltener miles auratus (wörtlich „vergoldeter“ oder „Gold geschmückter Ritter“) oder eques aurei calaris, Mehrzahl equites bzw. milites aurati, ist die seit der Renaissance in Westeuropa gebräuchliche Bezeichnung für einen Ritter, der durch den Herrscher den Ritterschlag erhalten hatte. Diese Ehre wurde überwiegend Angehörigen des niederen Adels, aber auch Angehörigen des Bürgertums und des Hochadels zuteil.

## Heiliges Römisches Reich

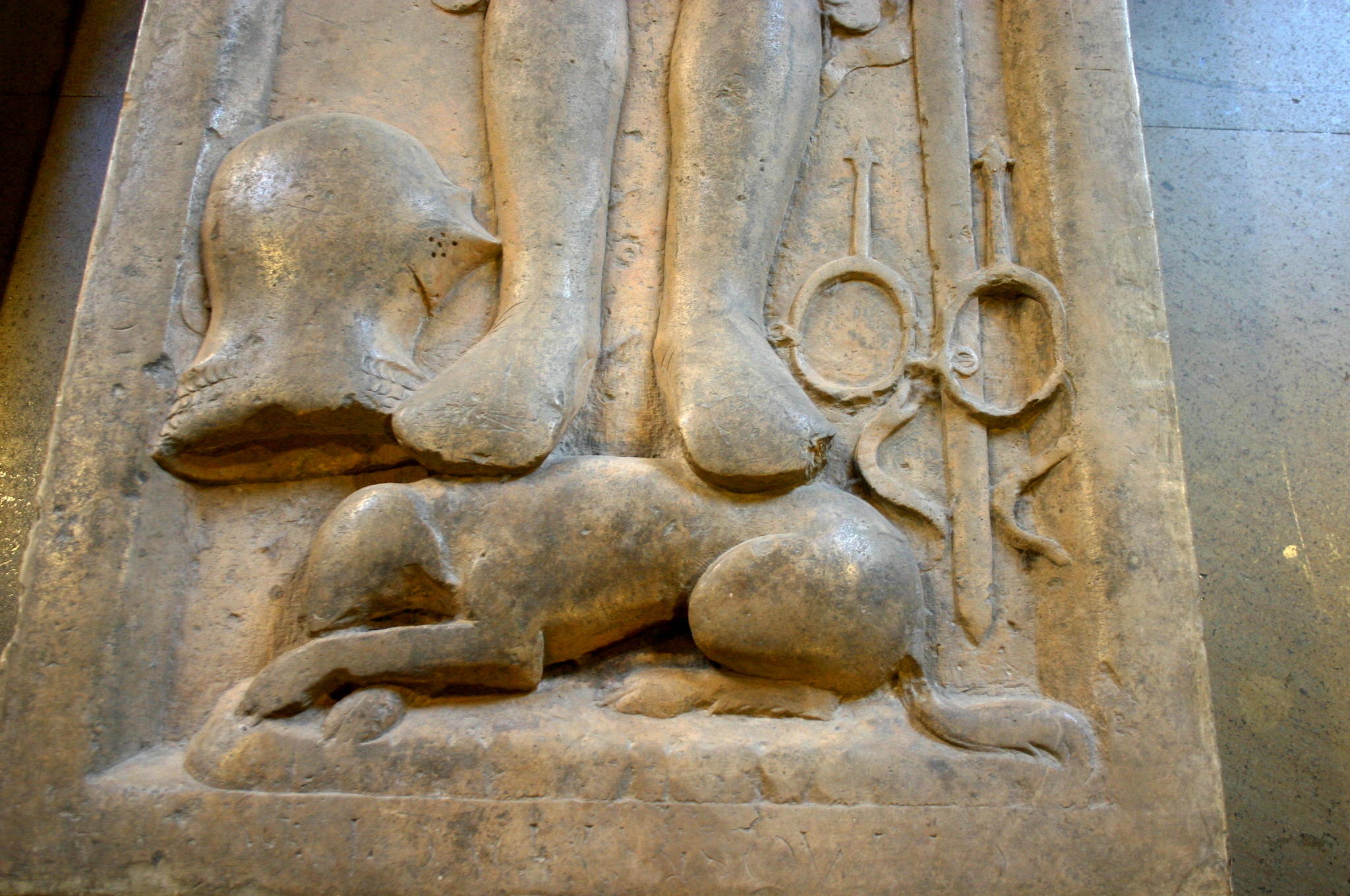
Sporen auf einem Ritterepitaph in Mailand, 15. Jahrhundert

Im Heiligen Römischen Reich und anderen westeuropäischen Ländern wurden die durch den Herrscher mittels Schwertleite oder Ritterschlag zum Ritter erhobenen Personen von Alters her Ritter vom güldenen Sporn oder Ritter vom Goldenen Sporn genannt. Meist geschah die Standeserhebung anlässlich einer Feierlichkeit, wie der Krönung oder einem Reichstag. Die Bezeichnung nimmt Bezug auf die goldenen Sporen, die der Ritter nun tragen durfte und ihn vom Schildknappen, der Sporen aus Silber trug, unterschied. Daneben hatten die Personen das Recht, eine vergoldete Rüstung und eine goldene Kette (Collane) um den Hals zu tragen. Die so Geehrten erhielten den Rang nicht notwendig wegen ihrer Ritterbürtigkeit, sondern wegen besonderer Leistungen. Es handelte sich jeweils um eine persönliche Ehrung, die nicht vererbbar war, die Titelträger bildeten keinen Orden. Neben dem Kaiser bzw. König konnte auch ein besonders bevollmächtige kaiserlicher Hofpfalzgraf (Comes palatinus Caesareus) die Erhebung in den Ritterstand eques auratus Sancti Romani Imperii („des Heiligen Römischen Reichs Ritter“) vornehmen. In den Freien und Reichsstädten war diese Ehrung vermehrt auch den Angehörigen des bürgerlichen Patriziats aus Fernhandelskaufleuten, Bankiers und Ratsmitgliedern zugänglich, da dort von Seiten des Adels kein Wettbewerb um diese Form der Ehrung bestand. Die Blütezeit dieses ritterschaftlichen Beziehungsnetzes liegt nach derzeitigem Kenntnisstand der Forschung in der ersten Hälfte des 16. Jahrhunderts unter Kaiser Karl V.
Bis zum Ende des Reiches 1806 und danach im Kaisertum Österreich wurden Ritter vom Goldenen Sporn ernannt. Die Träger des früheren Titels waren in Österreich als Ritter anerkannt (14. Mai 1817), die Titulatur „des Heiligen Römischen Reichs Ritter“ jedoch verboten (10. April 1816, 6. Oktober 1847).

## Neapel
Erstmals erfährt man von Rittern des goldenen Sporns unter König Karl I. von Anjou, der 1266 aus Anlass seiner Krönung in der Kathedrale von Palermo mehrere Ritter ernannte und für diese auch einen Ritterorden gestiftet haben soll.
Nach der Nuova Cronica von Giovanni Villani traf Karl Martell von Anjou 1294 mit 200 französischen, provenzalischen und neapolitanischen Rittern vom Goldenen Sporn (altitalienisch cavalieri a sproni d’oro) in Florenz ein.

## Kirchenstaat

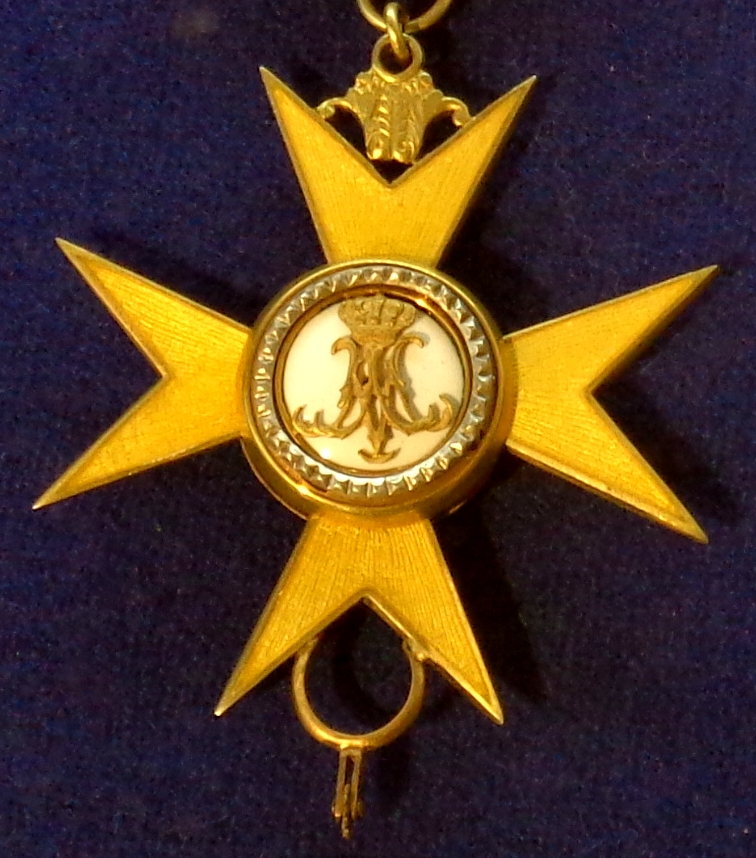
Päpstlicher Orden vom Goldenen Sporn mit anhängendem Goldsporn

Auch die Päpste ernannten milites aurati. Paul III. (1468–1549) erteilte 1539 seinen Neffen, den Herzögen von Sforza, das Privileg, Ritter vom Goldenen Sporn zu ernennen. Etwa ab jener Zeitepoche existiert auch der reguläre päpstliche Orden vom Goldenen Sporn, mit eigenem Ordenszeichen; heute der zweithöchste Orden für Verdienste um die römisch-katholische Kirche. Wie 300 Jahre zuvor, beim Ritterorden vom Goldenen Sporn Karls von Anjou, liegen auch dieser Ordensbezeichnung wieder die goldenen Sporen als Symbol des Ritterstandes zu Grunde und ein goldener Sporn hängt deshalb dem Ordenskreuz unten an.

## Ungarn
Bei der Krönungszeremonie zum König von Ungarn wurden regelmäßig Ritter vom Goldenen Sporn (ungarisch aranyos sarkantyú-vitézek) ernannt, zuletzt 1916. Wie schon im alten Reich handelte es sich dabei um eine persönliche Standeserhebung und die Ritter bildeten keine formelle Ordensgesellschaft mit Statuten.
Für die 1916 ernannten 47 Ritter vom Goldenen Sporn stiftete König Karl IV. am 21. April 1918 ein tragbares Erinnerungsabzeichen, um die erteilte Ritterwürde auch nach außen kenntlich zu machen. Es war von einem goldenen Sporn eingefasst. Ausdrücklich wurde betont, dass es sich bei diesem Erinnerungszeichen für die Ritter vom Goldenen Sporn nicht um einen Orden handelte, sondern lediglich um die äußere Kenntlichmachung des verliehenen Ritterstandes.

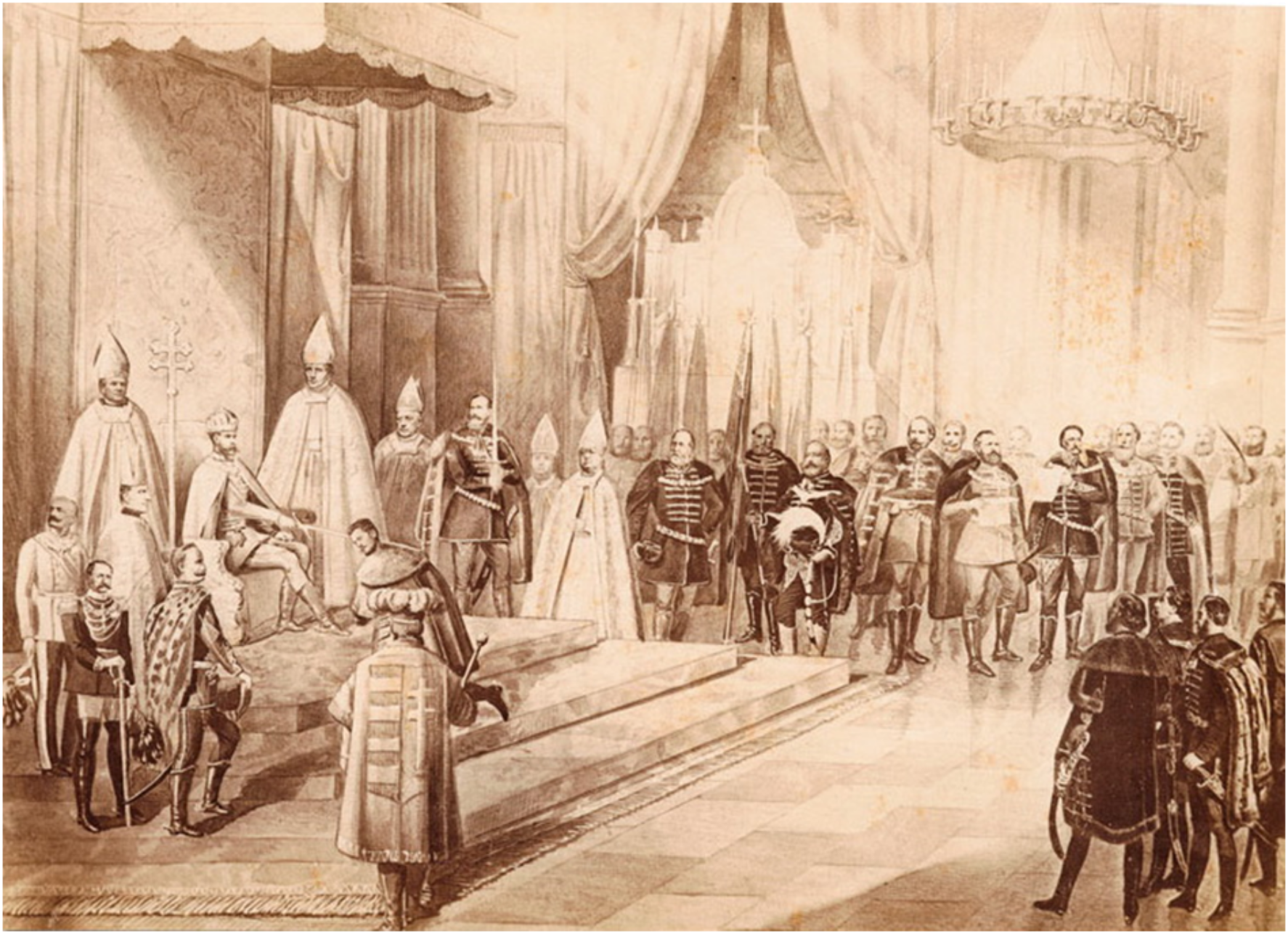
Franz Joseph von Österreich bei der Investitur von Rittern vom Goldenen Sporn bei seiner ungarischen Krönung, 1867
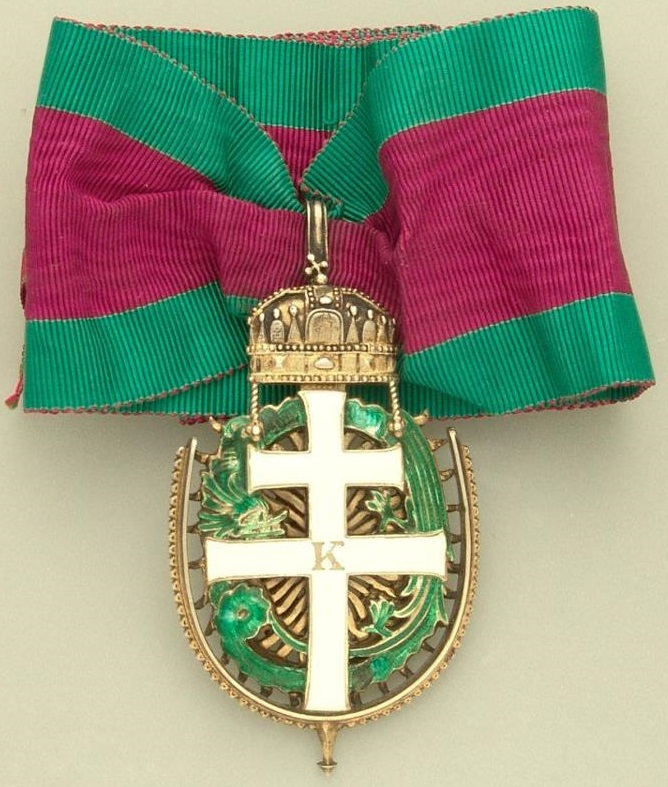
Erinnerungszeichen für die Ritter vom Goldenen Sporn, 1918

## Gegenwart
Mit dem verbreiteten Aufkommen höfischer Ritterorden und später Verdienstorden, die das Verdienst durch die Ordensdekoration auch nach außen sichtbar machten, wurde die persönliche Ernennung zum Ritter ab dem 17. Jahrhundert unüblich. Die Mitglieder einiger dieser Orden nannten sich bis ins 18. Jahrhundert in der lateinischen Gelehrten- und Diplomatensprache immer noch Equites Aurati, aber immer mit Zusatz des Ordensnamens, wie de stella polari, (z. B. Carl von Linné), Ordinis Dannebrogici (z. B. Andreas Fuchs) oder Ordinis Annae (z. B. Ernst Joachim Westphal).
Eine Ausnahme bildet heute das Vereinigte Königreich, wo bis heute Personen vom König zum Knight Bachelor ernannt werden. Ursprünglich war auch hierbei mit der Auszeichnung das Privileg verbunden, die Rüstung vergolden zu dürfen. Auch diese bezeichneten sich auf Latein bis ins 18. Jahrhundert als Equites Aurati, z. B. Thomas Bodley, Isaac Newton oder Christopher Wren.